# Bristol megye (Rhode Island)
Bristol megye az Amerikai Egyesült Államokban, azon belül Rhode Island államban található. Megyeszékhelye és legnagyobb városa Bristol. Lakosainak száma 50 793 fő (2020. április 1.). Bristol megye Providence, Newport, Bristol és Kent megyékkel határos.

## Népesség
A megye népességének változása:
| Lakosok száma | 49 845 | 49 033 | 48 959 | 49 220 | 49 084 | 50 793 |
|               | 2010   | 2011   | 2012   | 2013   | 2015   | 2020   |